# Joshua Kennedy
Joshua Blake Kennedy (ur. 20 sierpnia 1982 w Wodonga w stanie Wiktoria), australijski piłkarz grający na pozycji napastnika.
Kennedy zaczynał piłkarską karierę w klubie Carlton SC. W wieku 18 lat przeszedł do klubu Bundesligi VfL Wolfsburg. Jednak w pierwszym sezonie gry w Niemczech zagrał tylko raz, 23 września 2000 roku, wchodząc z ławki rezerwowych w 85 minucie meczu z Hamburger SV (4-4). W następnym sezonie na boisku pojawił się 7-krotnie i tylko jeden raz w pierwszym składzie. Jednak zdołał zdobyć 2 gole w lidze, a pierwszego w karierze w Bundeslidze zdobył 8 września 2001 roku w meczu przeciwko Energie Cottbus. Latem 2002 roku odszedł do klubu z Regionalligi Południowej, Stuttgarter Kickers. Tam był już na ogół podstawowym zawodnikiem i zagrał w 23 meczach ligowych. Po jednym sezonie gry w zespole ze Stuttgartu trafił do 1. FC Köln. Jednak najczęściej grał w zespole rezerw w Regionallidze Północnej. Był wówczas drugim strzelcem zespołu zdobywając 9 bramek w 23 meczach.

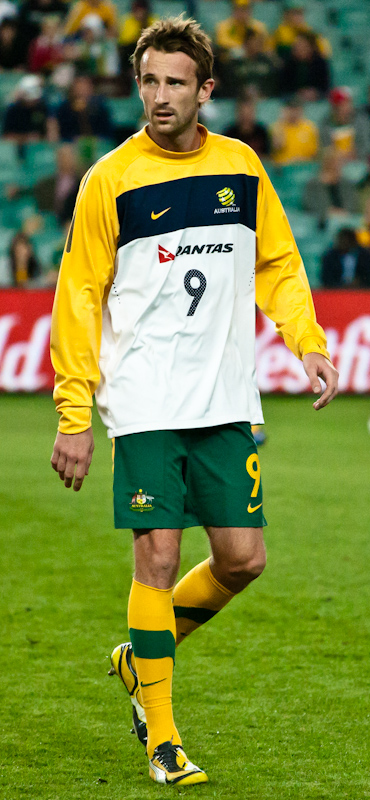

W 2004 roku do drugiej ligi niemieckiej awansował zespół Dynamo Drezno i szukał napastnika do swojego składu. Wybór padł na 22-letniego wtedy Kennedy’ego. I był to wielki krok naprzód w karierze tego młodego zawodnika. Kennedy od razu wskoczył do pierwszego składu i rozegrał wszystkie 34 ligowe mecze stając się znów drugim strzelcem zespołu z 9 bramkami na koncie. W sezonie 2005/2006 pomógł swojemu klubowi w utrzymaniu się w 2. Bundeslidze. Zdobył 7 bramek w 26 meczach. Zainteresował się nim klub, grający w najwyższej klasie rozgrywkowej Niemiec, 1. FC Nürnberg i w sezonie 2006/2007 Kennedy grał w tym klubie. Na początku 2008 odszedł do innego niemieckiego zespołu, Karlsruher SC.
Dobre sezony w Niemczech spowodowały, że selekcjoner Guus Hiddink powołał Kennedy’ego do 23-osobowej kadry na Mistrzostwa Świata w Niemczech pomimo tego, że Kennedy nie rozegrał wtedy żadnego meczu w drużynie narodowej. W reprezentacji Australii Kennedy zadebiutował dopiero 7 czerwca 2006 roku w wygranym meczu z reprezentacją Liechtensteinu, który był ostatnim sprawdzianem Socceroos przed mistrzostwami. W MŚ Kennedy zagrał w 2 meczach wchodząc z ławki rezerwowych – w wygranym 3-1 meczu z Japonią oraz w zremisowanym 2-2 meczu z Chorwacją, który zadecydował o historycznym awansie Australijczyków do 1/8 finału MŚ.